# 本協
本協，是臺灣臺南市後壁區的一個傳統地域名稱，位於該區東部偏南與白河區交界地帶。相較於今日行政區，其範圍大致包括嘉苳里東南部大部分地區、長安里北部東側凸出部分的中西段大部分地區，以及白河區的秀祐里西北端。
本地區境內主要聚落為本協，南部地區設有臺灣蘭花生物科技園區（北半部，其餘位於本地區南鄰烏樹林地區境內）。

## 歷史
台灣日治初期，本協地區為一街庄，稱為「本協庄」（舊制街庄），隸屬於下茄苳南堡。該庄昔日西邊北段及西北邊與下茄苳庄為鄰，北與大排竹庄為鄰，東與頂秀祐庄為鄰，東南邊為下秀祐庄，南邊及西邊南段為烏樹林庄。
1901年（日治明治三十四年）11月11日，全台廢縣廳改設二十廳，該庄隸屬於鹽水港廳。1904年（明治三十七年）4月1日，該庄編入「安溪藔區」，隸屬於鹽水港廳。1906年（明治三十九年）4月1日，鹽水港廳內管轄區域調整，該庄仍隸屬於「安溪藔區」。1909年（明治四十二年）10月25日，全台合併二十廳為十二廳，安溪藔區改隸屬於嘉義廳。1920年（大正九年）10月1日，全台地方制度大改正，廢十二廳改設五州二廳，該庄改制為「本協」大字，隸屬於臺南州新營郡後壁庄（新制街庄）。
戰後後壁庄改制為後壁鄉，隸屬於臺南縣，大字亦改制為村。1950年（民國39年）10月25日，雲、嘉、南分治，後壁鄉仍隸屬於臺南縣。2010年（民國99年）12月25日，臺南縣、市合併為直轄臺南市，後壁鄉改制為後壁區，村亦改制為里。

## 聚落
本地區發展較早的聚落為本協，在日治期初期的官方地圖上已有記載。

## 交通
市道172甲線是後壁至白河的道路，經過本地區東北端。由該道路西行可前往下茄苳地區的後壁聚落，並止於台鐵後壁車站前的省道台1線路口；東行可前往白河區的白河市區，並止於市道165號路口。
區道南92線是竹圍子至溪洲的道路，其西側端點（起點）位於本地區東北端的市道172甲線路口。

## 產業
- 行政院農業委員會臺灣蘭花生物科技園區（北半部，其餘位於本地區南鄰烏樹林地區境內）